# Schloss Montauriol

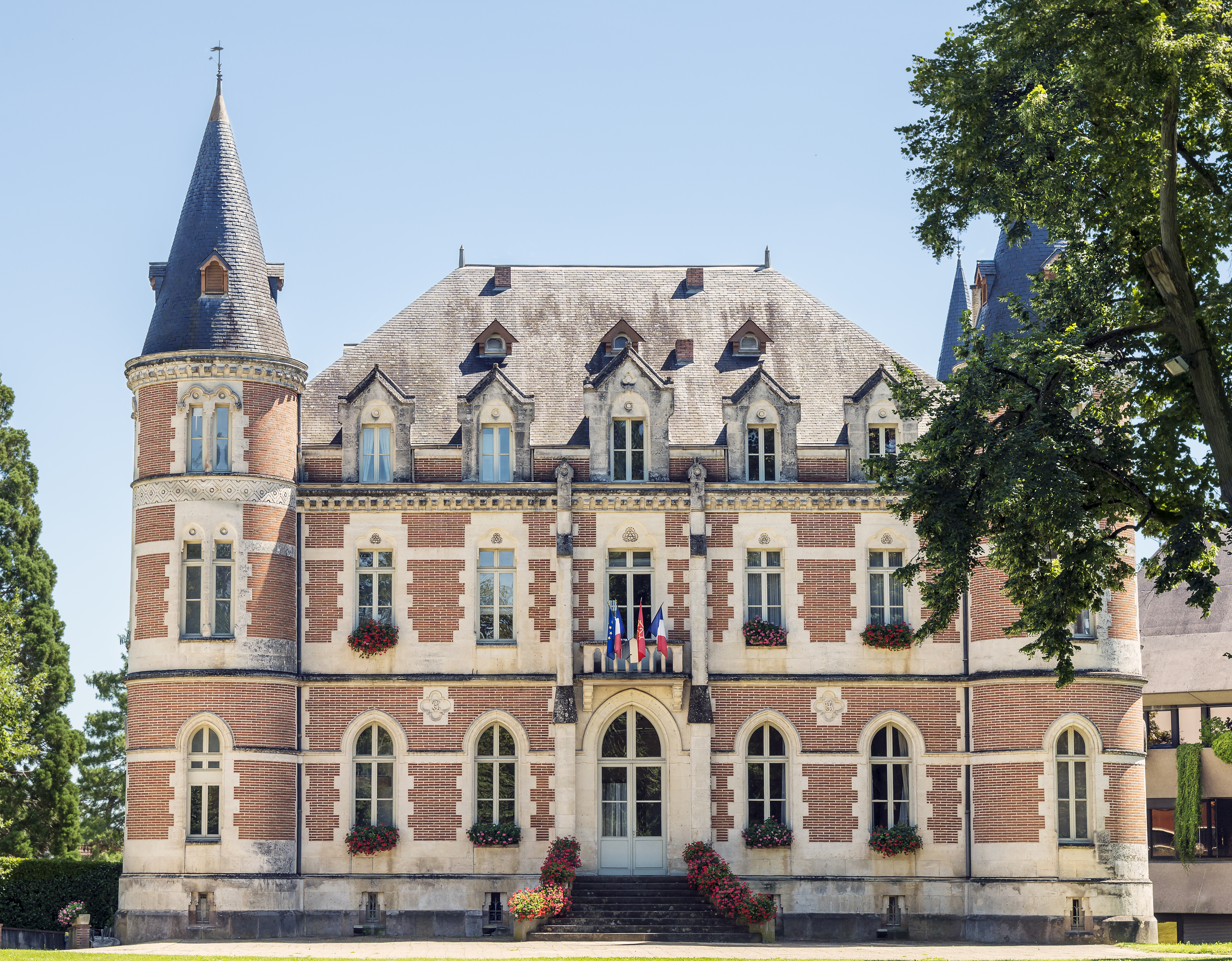
Schloss Montauriol

Das Schloss Montauriol steht heute im Stadtgebiet von Montauban im Südwesten Frankreichs, dem Verwaltungssitz des Départements Tarn-et-Garonne.

## Lage und Baugeschichte
1870 wurde das Schloss als Landschloss von einem reichen Bürger dieser Stadt im damals modischem Baustil der Neugotik errichtet. Er wählte als Baugrund die historisch bedeutsame Stelle, die nur wenige Meter südlich der späteren Stadt Montauban lag. Hier querte die Römerstraße zwischen Toulouse und Cahors den Tarn, unmittelbar auf der Südgrenze des Quercy zum Toulousain. Im Jahre 820 wurde hier von Benediktiner-Mönchen auf der Anhöhe namens Montauriol die Abtei St. Martin gegründet, die wenig später in St. Théodard umbenannt wurde. 
Théodard von Narbonne (franz. auch Audard), der später heiliggesprochenene Bischof von Narbonne, soll hier geboren und am 1. Mai 893 begraben worden sein. Erst 1144 soll der Graf von Toulouse, Alphonse Jourdan, in der Nachbarschaft die Stadt Montauban gegründet haben. Vor Baubeginn des Schlosses Montauriol hatten sich nur die Geschichtslegenden, aber keine Überreste der ehemals bedeutsamen Abtei erhalten. Die Namensnennung sollte den historischen Bezug wiederherstellen.

## Heutiger Verwendungszweck
1989 wurde das Schloss Montauriol umfassend renoviert und wird seitdem vom Conseil Général des Départements benutzt, dessen Mitglieder in direkter Wahl von den jeweiligen Kantonen gewählt werden und somit das Gegenstück zum jeweiligen Präfekten eines Départements bilden. Bereits 1977 wurde in unmittelbarer Nähe der Schlossanlage ein funktionales, modernes Gebäude für den Conseil Général errichtet.
Der die Gebäude umfassenden große Park wird „Parc de Montauriol“ genannt. In ihm finden im Sommer Musikveranstaltungen der Stadt Montauban statt.